# Hazim al-Biblawi
Hazim Abd al-Aziz al-Biblawi, arab. ‏حازم الببلاوي‎ (ur. 17 października 1936 w Kairze) – egipski ekonomista i polityk, wicepremier i minister finansów Egiptu od 17 lipca do 1 grudnia 2011, premier Egiptu od 16 lipca 2013 do 1 marca 2014.

## Życiorys
W 1957 ukończył studia prawnicze na Uniwersytecie Kairskim. Ukończył także studia w zakresie ekonomii politycznej (1958) i prawa publicznego (1959) na tej samej uczelni. Studia ekonomiczne ukończył na uniwersytecie w Grenoble w 1961. Doktoryzował się z 1964 na Uniwersytecie w Paryżu. Od 1964 do 1983 był wykładowcą ekonomii na Uniwersytecie w Aleksandrii. W 1974 uzyskał stopień profesora ekonomii. Wykładał także na Uniwersytecie Kairskim, uniwersytecie Ain Szams oraz na Uniwersytecie Amerykańskim w Kairze.
Od 1980 do 1983 pracował w Przemysłowym Banku Kuwejtu. W latach 1995–2000 był sekretarzem wykonawczym Komisji Gospodarczo-Społecznej ds. Azji Zachodniej ONZ, zaś od 2001 przez dziesięć lat był doradcą w Arabskim Funduszu Walutowym.
Jest autorem książek i artykułów poświęconych bankowości, handlowi międzynarodowemu i rozwojowi ekonomicznemu, w językach arabskim, angielskim i francuskim. Specjalizuje się w ekonomii krajów Bliskiego Wschodu. Uważany jest za zwolennika gospodarki wolnorynkowej.

### Działalność polityczna
Po rewolucji w Egipcie w 2011 był jednym z twórców Egipskiej Partii Socjaldemokratycznej.
Był wicepremierem i ministrem finansów Egiptu między lipcem a grudniem 2011, w gabinecie powstałym po obaleniu rządów Husniego Mubaraka. Zrezygnował ze stanowiska po zamieszkach, w których życie straciło 26 Koptów, zabitych przez siły porządkowe.
9 lipca 2013, sześć dni po wojskowym zamachu stanu, który odsunął od władzy prezydenta Muhammada Mursiego związanego z Bractwem Muzułmańskim, został mianowany premierem Egiptu. Był kandydatem kompromisowym, poparła go konserwatywna salaficka partia an-Nur, która wcześniej odrzuciła kilka innych kandydatur. Jego gabinet zaprzysiężono 16 lipca 2013.
Utworzenia rządu Biblawiego nie uznali Bracia Muzułmanie, którzy rozpoczęli demonstracje protestacyjne. 14 sierpnia 2013 rząd polecił rozpędzenie ich obozów w Kairze. Decyzję tę uzasadniał rozprzestrzenianiem się w kraju anarchii, zarzucił również demonstrantom atakowanie posterunków policyjnych i szpitali. Stwierdził, że rząd będzie trzymał się "mapy drogowej" ogłoszonej przez wojsko w czasie przewrotu i ma na celu budowę demokratycznego państwa. Na nadzwyczajnym posiedzeniu rządowym 18 sierpnia al-Biblawi wystąpił z propozycją ponownego zdelegalizowania Stowarzyszenia Braci Muzułmanów, które formalnie pozostaje nielegalne od 1954 (w roku tym zorganizowało nieudany zamach na prezydenta kraju Gamala Abdela Nasera), lecz po rewolucji z 2011 rozpoczęło legalną aktywność publiczną jako organizacja pozarządowa.
24 lutego 2014 podał cały swój rząd do dymisji, bez podania bezpośredniego powodu tej decyzji.

## Odznaczenia
Oznaczony Legią Honorową V klasy (1992), belgijskim Orderem Leopolda II III klasy (1992) oraz libańskim Narodowym Orderem Cedru II klasy (2000)